# Métropole d'Élefthéroupolis
La Métropole d'Élefthéroupolis (en grec byzantin : Ιερά Μητρόπολις Ελευθερουπόλεως) est un évêché du Patriarcat œcuménique de Constantinople provisoirement autorisé à participer à la vie synodale de l'Église orthodoxe de Grèce. Elle a son siège à Élefthéroupolis, non loin de Kavala en Macédoine orientale.

## La cathédrale
- C'est l'église Saint-Éleuthère d'Élefthéroupolis.

## Les métropolites
- Eudocime (né Kokkinakis à Agios Thomas en Crète en 1923), de 1984 à 2004.
- Chrysostôme (né Jean Avagianos à Mésagros de Lesbos en 1947, depuis le 28 avril 2004.

## L'histoire
Il faut attendre le IXe siècle pour trouver la trace de l'évêché d'Élefthéroupolis qui portait alors le nom d'évêché d'Alectoropolis. Il avait son siège à Kastro près de Néa Péramos. En 901, fut rédigé le premier écrit à nous livrer le nom d'un évêque d'Alectoropolis et il faut attendre 1855 pour qu'un second écrit nous fasse connaître le nom d'un autre titulaire de ce siège.
L'évêché était placé dans la province ecclésiastique de la métropole de Philippes. Au XIVe siècle, l'évêché occupe un second siège : il est installé à Élefthérai ou Élefthérès, non loin du premier siège de Kastro. C'est peut-être à cet endroit qu'il prend le nom d'Élefthéroupolis en 1886.
Au XVIIIe siècle, l'évêché est transporté à Pravi, son troisième et dernier siège où la cathédrale est dédiée à saint Éleuthère d'Illyrie. En 1929, Pravi change de nom et adopte celui de son siège épiscopal, Élefthéroupolis.

## Le territoire
Il s'étend sur la moitié ouest du district régional de Kavala, autour du mont Pangéo et comprend 38 paroisses dont :
- Élefthéroupolis (2 paroisses)
- Élefthérès (1 paroisse)
- Kariani (1 paroisse)
- Mésoropi (1 paroisse)
- Néa Iraklitsa (1 paroisse)
- Néa Péramos (1 paroisse)
- Nikisiani (1 paroisse)
- Paléochorio (1 paroisse)

## Les monastères

### Monastère d'hommes
- Monastère Saint-Jean Prodrome à Nikisiani, fondé en 1992.

### Monastères de femmes
- Monastère Saint-Démétrios à Nikisiani, fondé en 1977.
- Monastère Saint-Pantéléïmon à Chrysokastro, fondé en 1980.
- Monastère de la Mère de Dieu Pangéotissa à Chortokopion, fondé en 1979.

## Les solennités locales
- La fête de saint Éleuthère d'Illyrie à Élefthéroupolis, le 15 décembre.
- La fête de saint Paul de Tarse, le 29 juin.
- La fête de la Dormition de la Mère de Dieu à Néa Péramos, le 15 août.

## Les sources
- (el) Site de la métropole d'Élefthéroupolis : http://www.imelef.gr
- Diptyques de l'Église de Grèce, éditions Diaconie apostolique, Athènes (édition annuelle).